# Meierlachgraben
Der Meierlachgraben ist ein Altwasser verbindender Auengraben der Altmühl auf dem Gebiet der Stadt Gunzenhausen im mittelfränkischen Landkreis Weißenburg-Gunzenhausen. Er entwässert das ufernahe, flache, linke Überschwemmungsgebiet des Flusses. Gegenüber auf der rechten Altmühlseite entwässert der Naßwiesengraben, nördlich der den Meierlachgraben aufnehmende Luisengraben.

## Verlauf
Der Graben beginnt auf einer Höhe von 412 m ü. NHN südwestlich von Unterasbach und südöstlich von Aha und zieht sich auf etwa 0,7 Kilometern Länge in nordöstliche Richtung parallel zur Altmühl durch die weite Offenlandschaft der Talaue, auf mehr als der halben Länge entlang von Wirtschaftswegen. Das Gewässer mündet südwestlich von Unterasbach auf etwa 411 m ü. NHN von rechts in den Luisengraben, kurz vor dessen Mündung in einen linken Teilungsarm der Altmühl.
Das Gewässer hat mit etwa einem Höhenmeter nur ein geringes Gefälle, wie auch die etwa parallel verlaufende Altmühl, in deren weiter linken Aue es liegt, weshalb das Wasser sehr langsam abfließt. Es entwässert allenfalls wenig über 0,2 km²; die Wasserscheide seines Einzugsgebietes ist in der flachen Talebene kaum erkennbar. Nach starken Regenfällen wird diese von der Altmühl überschwemmt.

### BayernAtlas („BA“)
Amtliche Online-Gewässerkarte mit passendem Ausschnitt und den hier benutzten Layern: Lauf und Einzugsgebiet des Meierlachgrabens

Allgemeiner Einstieg ohne Voreinstellungen und Layer: BayernAtlas der Bayerischen Staatsregierung (Hinweise)
1. 1 2  Höhe abgefragt auf dem Hintergrundlayer Amtliche Karte (Rechtsklick).
2. ↑  Länge abgemessen auf dem Hintergrundlayer Amtliche Karte.
3. ↑  Einzugsgebiet abgemessen auf dem Hintergrundlayer Amtliche Karte.